# Rio Botas
O Rio Botas é um rio brasileiro  que banha o estado do Rio de Janeiro. É muito prejudicado pela quantidade de resíduos tais como entulhos, galhadas e lixo domiciliar que constantemente são removidos. 
Nasce na encosta do Maciço de Gericinó, onde fica localizada a Serra de Madureira, na cidade de Nova Iguaçu, passando pelo bairro de Comendador Soares, mais conhecido como Morro Agudo.Deságua no Rio Iguaçu no bairro na tríplice limítrofe entre Belford roxo e Duque de Caxias Nova Iguaçu.

Seus principais afluentes são os Rio Maxambomba e o Rio das Velhas.